# 2009年バドミントン日本代表
2009年バドミントン日本代表は、日本バドミントン協会によって選出された2009年（平成21年）の国際大会に派遣されるナショナルチーム。

## 2009年日本代表選手及びコーチ
※所属は2008年12月時点

### ナショナルチーム
- ヘッドコーチ
  - 朴柱奉（日本バドミントン協会）
- コーチ
  - 中島慶（三洋電機）
  - 町田文彦（NTT東日本）
  - 米倉加奈子（日本バドミントン協会）
  - 舛田圭太（トナミ運輸）

| - 男子選手 - 田児賢一（NTT東日本） - 佐々木翔（トナミ運輸） - 池田雄一（日本ユニシス） - 佐伯浩一（NTT東日本） - 古財和輝（トナミ運輸） - 山田和司（日本体育大学） - 坂本修一（日本ユニシス） - 池田信太郎（日本ユニシス） - 数野健太（日本ユニシス） - 早川賢一（日本大学） - 廣部好輝（日本ユニシス） - 小宮山元（日本ユニシス） - 平田典靖（トナミ運輸） - 橋本博且（トナミ運輸） | - 女子選手 - 廣瀬栄理子（三洋電機） - 後藤愛（NTT東日本） - 樽野恵（NTT東日本） - 関谷真由（早稲田大学） - 野尻野匡世（日本ユニシス） - 佐藤冴香（常盤木学園高等学校） - 小椋久美子（三洋電機） - 潮田玲子（三洋電機） - 末綱聡子（NECセミコンダクターズ九州・山口） - 前田美順（NECセミコンダクターズ九州・山口） - 藤井瑞希（NECセミコンダクターズ九州・山口） - 垣岩令佳（NECセミコンダクターズ九州・山口） - 松尾静香（三洋電機） - 内藤真実（日本体育大学） |